# Thames Barge

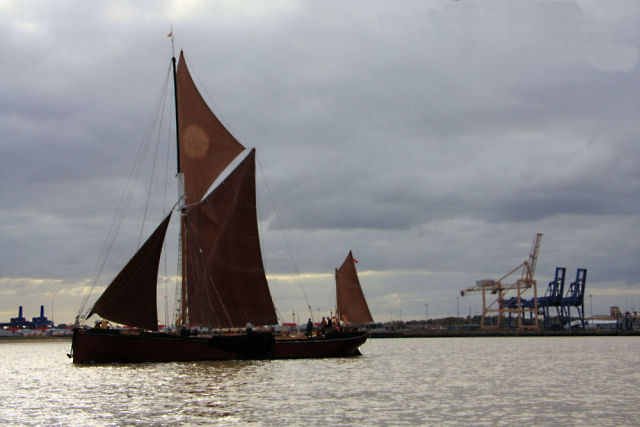
Seitenansicht einer Thames Barge

Die Thames Barge oder Thames Sailing Barge (deutsch etwa: Themse-Leichter bzw. Themse-Segelleichter) ist ein kleiner Frachtsegelschiffstyp.

## Geschichte
Der weitverbreitete Schiffstyp wurde mindestens seit dem 17. Jahrhundert auf der Themse verwendet. Seine Verwendungszeit erstreckte sich bis in die Neuzeit. Dabei wurden die Schiffe in ihrer Bauform immer wieder verändert und an neue Gegebenheiten angepasst. Heute sind nur noch etwa eine Handvoll historischer Fahrzeuge erhalten, die als Traditionsschiffe oder Freizeitfahrzeuge betrieben werden.

## Bauweise
Die Bauform wurde 1768 in Fredrik Henrik af Chapmans Architectura Navalis Mercatoria erstmals genauer beschrieben, die Wurzeln reichen aber weiter zurück. Der Rumpf der breiten hölzernen Frachtsegler mit Sprietsegel und Vorsegel besitzt über alle Entwicklungsstufen einen Plattboden, um bei fallender Tide trockenfallen zu können. Frühe Bauformen besitzen vorn und achtern stumpf zulaufende Enden mit hochgezogenem Schiffsboden, spätere und vor allem die letzten Bauten passten sich mehr der Bauform anderer Plattbodenschiffe, beispielsweise der niederländischen Werften an. Das Baumaterial war anfangs Holz, später wurden die Schiffe jedoch zunehmend als Kompositbauten und schließlich aus Stahl gebaut. Die von Chapman beschriebenen Schiffe waren offen mit seitlich auseinanderstrebender Außenbeplankung, späte Schiffe ähneln herkömmlichen Plattbodenschiffen mit senkrechtem Steven, bei denen der größte Teil des Decks durch die einzelne große Luke beansprucht wird. Der einzige für die Passage von Brücken klappbare Mast ist etwa ein Drittel nach vorn angeordnet. Die Schiffe verfügen über zwei mittig angeordnete große Seitenschwerter. Die Besegelung besteht aus einem großen Sprietsegel und einem Vorsegel.